# Meredith (Nowy Jork)
Meredith – miasto w Stanach Zjednoczonych, w stanie Nowy Jork, w hrabstwie Delaware.